# Магнитный подшипник

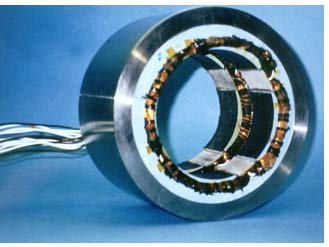
Магнитный подшипник

Магни́тный подши́пник — элемент опоры осей, валов и других деталей, работающих на принципе магнитной левитации. В результате опора является механически бесконтактной.
Различают пассивные и активные магнитные подшипники. Но если активные магнитные подшипники уже получили определённое распространение, то пассивные подшипники (где магнитное поле создается высокоэнергетическими постоянными магнитами, например, NdFeB) находятся только на стадии разработки.

## Преимущества и недостатки
Преимущества
Основным преимуществом этих подшипников является отсутствие контакта и вытекающие отсюда:
- высокая износостойкость;
- возможность использования подшипника в агрессивных средах, при высоких или низких температурах (Луна, Марс).

Недостатки
- В случае исчезновения магнитного поля, что может быть катастрофическим для целой механической системы, нужно обеспечить страховочные подшипники. Обычно это подшипники качения, которые в этом случае могут выдерживать один или два отказа магнитных подшипников, после чего их необходимо заменить.
- Вследствиe того, что магнитное притяжение включает в себя определённую неустойчивость, используют довольно сложные и громоздкие системы управления, которые затрудняют ремонт и эксплуатацию подшипника.
- Нагревание. Обмотка подшипника нагревается вследствие прохождения через неё тока. Иногда это нежелательно, поэтому устанавливаются дополнительные системы охлаждения.

## Пассивные магнитные подшипники

Униполярный осевой пассивный магнитный подшипник с постоянным магнитом

Примером пассивного подшипника (подшипник не использует следящую систему осевого смещения с обратной связью), является униполярный электродинамический подшипник, изобретенный доктором Торбьорном Лембке.
Это принципиально новый тип магнитного подшипника, основанный на пассивной магнитной подвеске. Для его работы не требуется управляющая электроника и принцип его действия основан на возникновении токов Фуко в массивном медном цилиндре, окружающем постоянный магнит с осевой намагниченностью, укреплённом на оси при возникновении радиального смещения вала.
При радиальном смещении в медном цилиндре индуцируются токи, магнитное поле которых взаимодействуя с магнитным полем постоянного магнита, образует возвращающую силу, направленную к оси цилиндра. Для возникновения этих сил должны быстро вращаться либо вал с постоянным магнитом, или медный цилиндр.
При изменении магнитного потока в проводящем цилиндре индуцируется вихревое электрическое поле, порождающее ток, по правилу Ленца направление этого тока препятствует изменению внешнего магнитного поля, при этом возникает своего рода «магнитные зеркала».

## Применение
Преимущества магнитных подшипников включают очень низкое и предсказуемое трение, возможность работы без смазки и в вакууме. Они всё чаще используются в промышленных механизмах, таких как компрессоры, турбины, насосы, моторы и генераторы. Магнитные подшипники используются в электрических генераторах, в переработке нефти, в работе станков и при передаче природного газа.
Также они используются в газовых центрифугах для обогащения урана и в турбомолекулярных насосах, где механические подшипники со смазкой были бы источником нежелательного загрязнения.